# Banganapalle
Banganapalle (auch Banaganapalli, Telugu బనగానపల్లె) ist ein Ort (Census Town) im indischen Bundesstaat Andhra Pradesh.
Er liegt im Distrikt Kurnool, südlich der Distriktshauptstadt und ist für die Kultivierung der gleichnamigen Mangosorte bekannt.
Von 1790 bis 1948 war er Hauptstadt des Fürstenstaates Banganapalle.